# Crystal (Minnesota)
Crystal és una població dels Estats Units a l'estat de Minnesota. Segons el cens del 2000 tenia 22.698 habitants.

## Demografia
Segons el cens del 2000, Crystal tenia 22.698 habitants, 9.389 habitatges, i 6.102 famílies. La densitat de població era de 1.516,2 habitants per km².
Dels 9.389 habitatges en un 28,3% hi vivien nens de menys de 18 anys, en un 49,9% hi vivien parelles casades, en un 11,1% dones solteres, i en un 35% no eren unitats familiars. En el 27,5% dels habitatges hi vivien persones soles el 8,9% de les quals corresponia a persones de 65 anys o més que vivien soles. El nombre mitjà de persones vivint en cada habitatge era de 2,39 i el nombre mitjà de persones que vivien en cada família era de 2,92.
Per edats la població es repartia de la següent manera: un 22,4% tenia menys de 18 anys, un 7,2% entre 18 i 24, un 34,6% entre 25 i 44, un 21,6% de 45 a 60 i un 14,1% 65 anys o més.
L'edat mediana era de 37 anys. Per cada 100 dones de 18 o més anys hi havia 93,8 homes.
La renda mediana per habitatge era de 48.736 $ i la renda mediana per família de 54.738 $. Els homes tenien una renda mediana de 39.494 $ mentre que les dones 29.673 $. La renda per capita de la població era de 23.163 $. Entorn del 2,5% de les famílies i el 4,4% de la població estaven per davall del llindar de pobresa.

## Poblacions més properes
El següent diagrama mostra les poblacions més properes.